# Bataille de Céret
Guerre du Roussillon
Batailles
La bataille de Céret  s’est déroulée le 1er floréal an I (20 avril 1793), dans les Pyrénées-Orientales, entre les troupes françaises et les troupes espagnoles, lors de la guerre du Roussillon pendant les guerres de la Révolution française de la Première Coalition.

## Préambule
En réponse à l'exécution de Louis XVI l’Espagne déclare la guerre à la République française le 17 avril 1793. 
L'armée espagnole, bien préparée et aguerrie, sous le commandement des généraux Antonio Ricardos et Luis Fermín de Carvajal, bouscule l’armée des Pyrénées orientales, composée de nouvelles recrues qui ne pouvaient qu’opposer qu’une faible résistance. 
Elle envahit alors le Roussillon avec environ 25 000 hommes et une centaine de pièces d'artillerie, en passant par Saint-Laurent-de-Cerdans, et se rend maître du Perthus, de la vallée du Tech et arrive devant Céret.

## La bataille
Ayant reconnu l'importance stratégique de la ville de Céret, le comte de La Union arrive le 1er floréal an I (20 avril 1793) avec quatre à cinq mille hommes où se trouvaient seulement mille à douze cents Français.
Malgré leur petit nombre, les Français se rangèrent en bataille, entre la ville et le pont, sur le prolongement du grand chemin. Le comte de La Union prit une position avantageuse sur les hauteurs, en face des Français. Bientôt le combat commença.
Accablés par le grand nombre des assaillants, les Français qui n'avaient jamais vu le feu, se retirèrent en désordre et perdirent dans leur retraite un grand nombre de soldats qui se noyèrent dans le Tech.